# Panon
Panon är en kommun i departementet Sarthe i regionen Pays de la Loire i nordvästra Frankrike. Kommunen ligger i kantonen Mamers som tillhör arrondissementet Mamers. År 2022 hade Panon 33 invånare.

## Befolkningsutveckling
Antalet invånare i kommunen Panon
| Referens: INSEE |